# マリオカートアドバンス

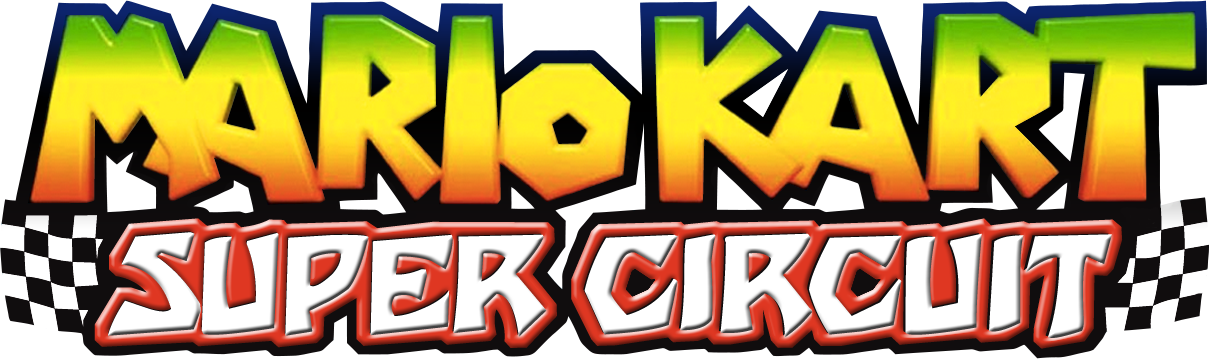
日本国外版のタイトル（ロゴ）

『マリオカートアドバンス』（Mario Kart Advance、Mario Kart: Super Circuit）は、2001年7月21日に任天堂より発売されたゲームボーイアドバンス用ゲームソフト。携帯型ゲーム機初のマリオカートシリーズで、シリーズ3作目。

## ゲーム内容
第1作『スーパーマリオカート』をベースにしており、最高速度を上げる「コイン」や、カップ終了前のゲームオーバーが復活している。さらに特定の条件を満たすと『スーパーマリオカート』の全コースが追加される。
「マリオGP」ではシリーズで初めて「ランク」が採用され、走り方などに応じてアルファベットや星の数で評価されるようになった。また、一人用「VS」の先駆けともいえる「フリーラン」が実装されている。
「タイムトライアル」では、モバイルシステムGBで日本全国のプレイヤーと競うことが出来る一種の全国対戦や、タイムアタックでの記録の送信による全国記録の閲覧が可能だった（2002年12月18日にサービス終了）。
ソフト1本と人数分のゲームボーイアドバンス本体で遊ぶ「1カートリッジプレイ」にも対応しているが、キャラクターは色違いのヨッシーで固定となり、コースも4種類に限定される。

## 他機種版
価格改正（2011年8月11日実施）前のニンテンドー3DS購入者対象である「アンバサダー・プログラム」において、同年12月16日より、3DSのバーチャルコンソール版の無料限定配信がニンテンドーeショップにて開始された。
2014年11月13日、Wii U（北米版）バーチャルコンソール版が、ニンテンドーeショップにて販売開始された。2015年7月22日には、日本のニンテンドーeショップでもWii Uバーチャルコンソールとして配信された。
2023年2月9日には、『ゲームボーイアドバンス Nintendo Switch Online』の初期配信ソフトの一つとして配信された。

## 開発
ゲームボーイアドバンスが開発中のときに、「マリオカートはゲームボーイアドバンスに向いているのではないか」と企画の俎上に載ったことから始まった。まず実験段階として、スーパーファミコン版を移植し、次に『マリオカート64』のデータを拝借して、開発を進めていった。
開発段階では海のコースも存在したが、宮本茂から「海の中でカートは走らないだろう」と却下された。また前作までとは異なり、コースのカーブは緩めに、道幅も広めにされ、距離も長めになったことで直進が増えたが、これはコースを熟知している人が有利にならないように配慮し、同時に駆け引きを楽しんでもらうための措置である。
カートの性能は個々に異なるが、どのキャラを使ってもスタートからゴールまでの時間はほとんど変わらないように設計されている。
アイテムは遊びの幅を広げるために、アカこうらとトゲゾーこうらにも後方に攻撃ができる機能が追加された。コインが復活したのは宮本の強い希望によるものであるが、コインを取れば取るほどカートの速度が上昇するため、アカこうらを投げられても届かない現象が生じることになった。
前作までは分割画面であり、相手が持っているアイテムが見えている状態でプレッシャーを与えるなどの駆け引きがあったが、本作では携帯型ゲームゆえに画面が別になったことで、それができなくなった。当初は全員の画面が見えるようにする案もあったが、最終的にはアイテムの出現率を変えたり、持っているアイテムは見えないようにされた。